# Elektrický proud v plynech

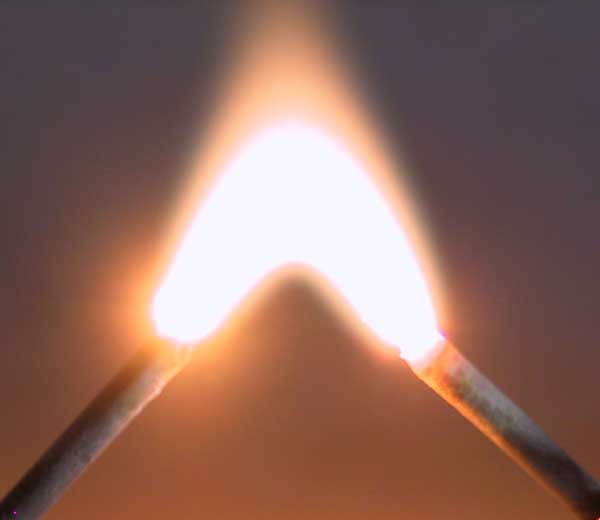
Elektrický oblouk - mezi dvěma elektrodami

Elektrický proud v plynech se vyskytuje pouze za určitých podmínek, které v plynu způsobí vznik volných částic s elektrickým nábojem (elektronů nebo iontů). Podmínkami vzniku elektrického proudu plynů jsou silné elektrické pole, radioaktivní záření, vysoká teplota nebo nízký tlak plynu. Za těchto podmínek dochází k ionizaci plynu a jeho elektrické vodivosti. Děj, který v něm probíhá, se nazývá elektrický výboj nebo elektrický oblouk.

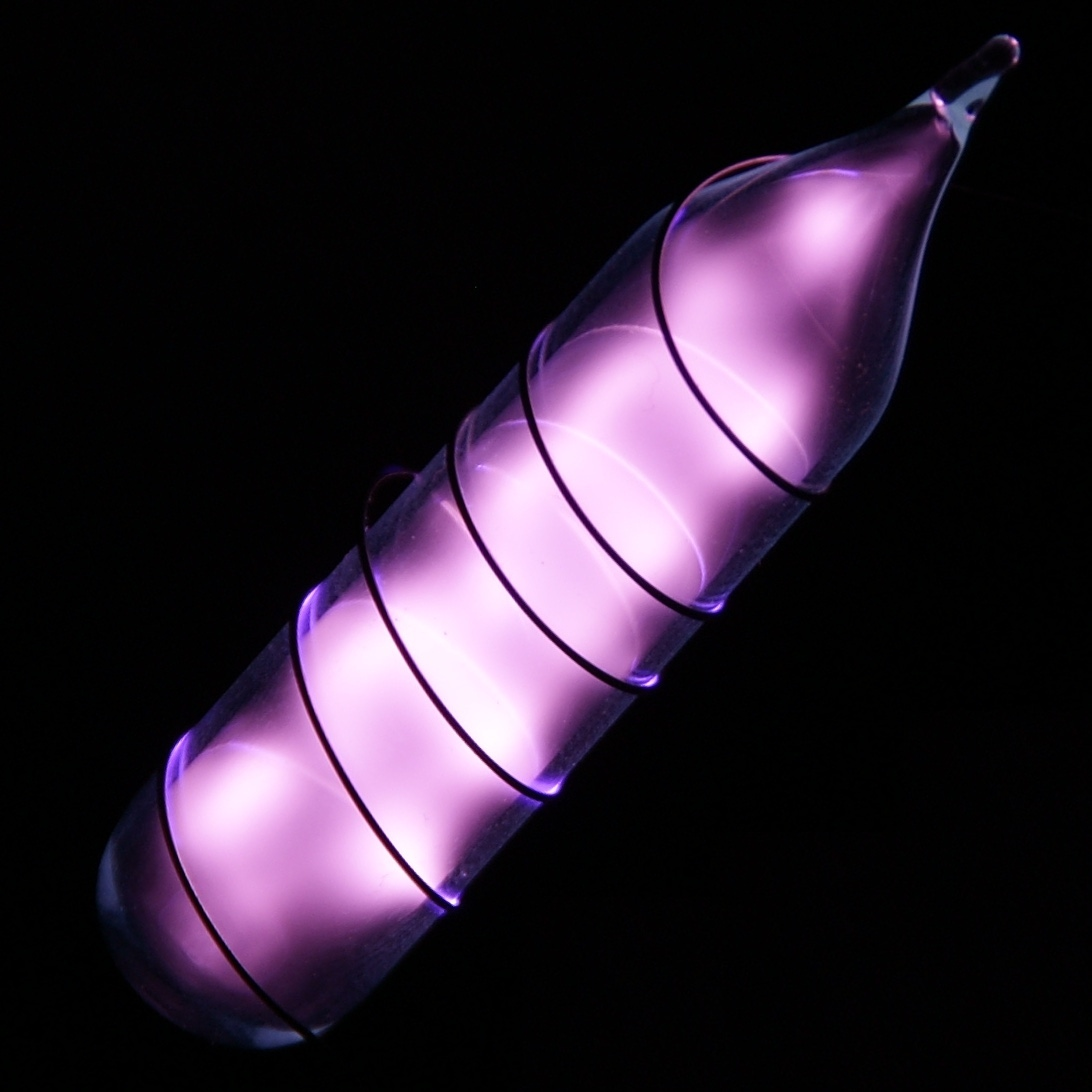
Elektrický výboj - heliová výbojka

Elektrickou vodivost plynů, přesněji vlastnosti katodového záření, studoval anglický experimentální fyzik Joseph John Thomson, který v roce 1897 objevil elektron. Za tento objev, kterým započala éra částicové fyziky, obdržel v roce 1906 Nobelovu cenu za fyziku.
Za objevitele ionizujícího záření a zakladatele jaderné fyziky je považován Ernst Rutherford. Ionizující záření je souhrnné označení pro záření, jehož kvanta mají energii postačující k ionizaci atomů nebo molekul ozářené látky. Ionizující záření vzniká při radioaktivním rozpadu, vlivem kosmického záření nebo jej lze vytvořit uměle. Za své objevy obdržel v roce 1908 Nobelovu cenu za chemii.

## Ionizace plynu

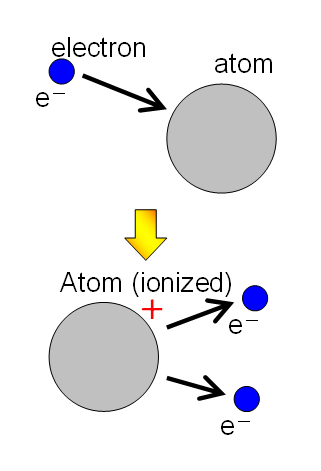
Ionizace plynu

Plyny jsou za normálního tlaku a teploty tvořeny elektricky neutrálními molekulami, jejich elektrická vodivost je zanedbatelná a jsou  proto velmi dobrými elektrickými izolanty. Při ionizaci se z elektricky neutrální molekuly uvolňují elektrony a zbytek molekuly tvoří kladný iont. Elektrony se mohou zachytit na neutrálních molekulách a vznikají záporné ionty. Minimální energie potřebná k odtržení jednoho elektronu se nazývá ionizační potenciál (ionizační energie). Je to minimální energie, kterou musí mít dopadající částice, aby mohlo dojít k ionizaci a vytvoření kationtu. Při připojení elektronu k atomu dojde naopak k uvolnění energie, která se nazývá elektronová afinita.
Opačný děj k ionizaci plynu je rekombinace iontů, které se spojují a vytvářejí opět neutrální molekuly plynu. Oba děje často probíhají současně. Pokud trvá ionizace plynu, nastane rovnovážný stav mezi ionizací a rekombinací. Počet nosičů proudu je pak relativně stálý a tomu odpovídá určitá elektrická vodivost plynu. Přestanou-li na plyn působit vlivy, které vedou k ionizaci, nosiče náboje zanikají a plyn se stává opět nevodivým.
Při dostatečně vysokých teplotách probíhá v plynu převážně ionizace nárazem a plyn přechází do stavu označovaného jako plazma. Plazma se jako celek jeví elektricky neutrální, neboť hustota kladných a záporných iontů je prakticky stejná. Je to čtvrté skupenství hmoty a tvoří až 99 % pozorované atomární hmoty vesmíru. Nachází se nejenom v mezihvězdném prostoru s velmi malou hustotou průměrně méně než jeden atom na cm3, ale tvoří nitro Slunce a hvězd.

## Ionizační energie

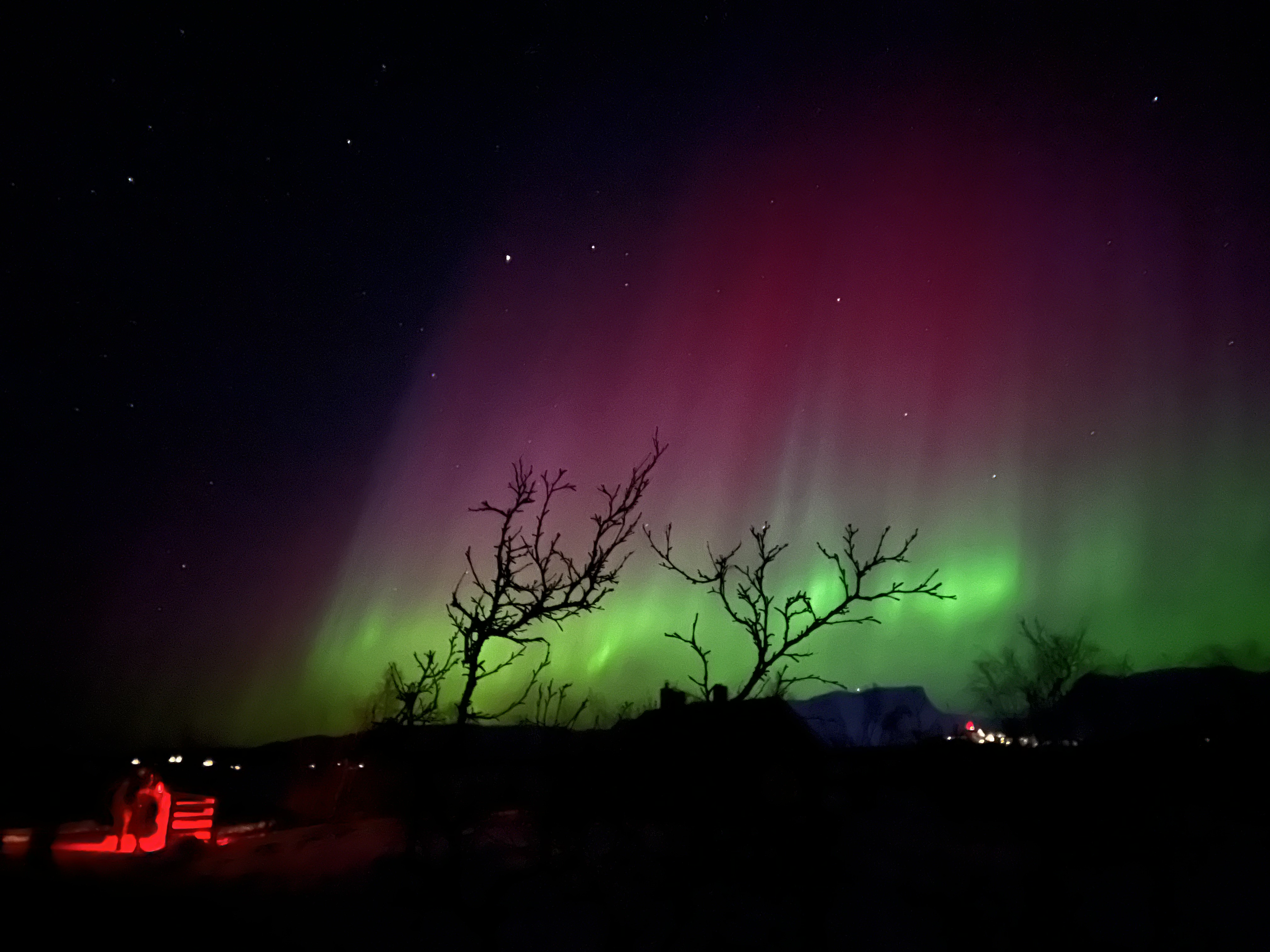
Polární záře v Norsku způsobená ionizací plynu

Ionizační energii (ionizační potenciál) potřebnou k odtržení elektronů dodávají ionizační činidla - ionizátory. Může to být vliv silného elektrické pole, radioaktivní záření, vysoká teplota nebo nízký tlak plynu.
V přírodních podmínkách je ionizátorem nejčastěji dopadající elektromagnetické záření, tedy fotony. Vzduch je vždy alespoň částečně ionizován účinkem kosmického záření a radioaktivity zemské kůry. Běžně vzniká a zaniká v 1 cm3 vzduchu každou sekundu přibližně 10 kladných iontů a elektronů. Naše Země je obklopena vrstvou ionizovaného plynu, označovaného jako ionosféra.

## Vodivost plynů
Vodivost plynů v elektrickém poli je způsobena elektrickými sílami, které způsobují pohyb elektricky nabitých částic plynu. Tento pohyb však není jednoduchý, protože nabité částice se pohybují v prostředí, v němž jsou i neutrální molekuly. Dochází k jejich vzájemným srážkám a nabité částice předávají molekulám energii, která má za následek jejich ionizaci nárazem. Tak vznikají další nosiče proudu, vodivost plynu se zvětšuje a plynem prochází větší proud.
Podle podmínek, za nichž plynem prochází proud, rozlišujeme:
- Nesamostatný výboj plynu, kdy je ionizace plynu vyvolána vnějším působením. Jestliže toto působení zanikne, zanikne i výboj v plynu.
- Samostatný výboj plynu, který je podmíněn ionizací nárazem. Tento výboj se udrží i bez vnějšího působení.

## Elektrický výboj

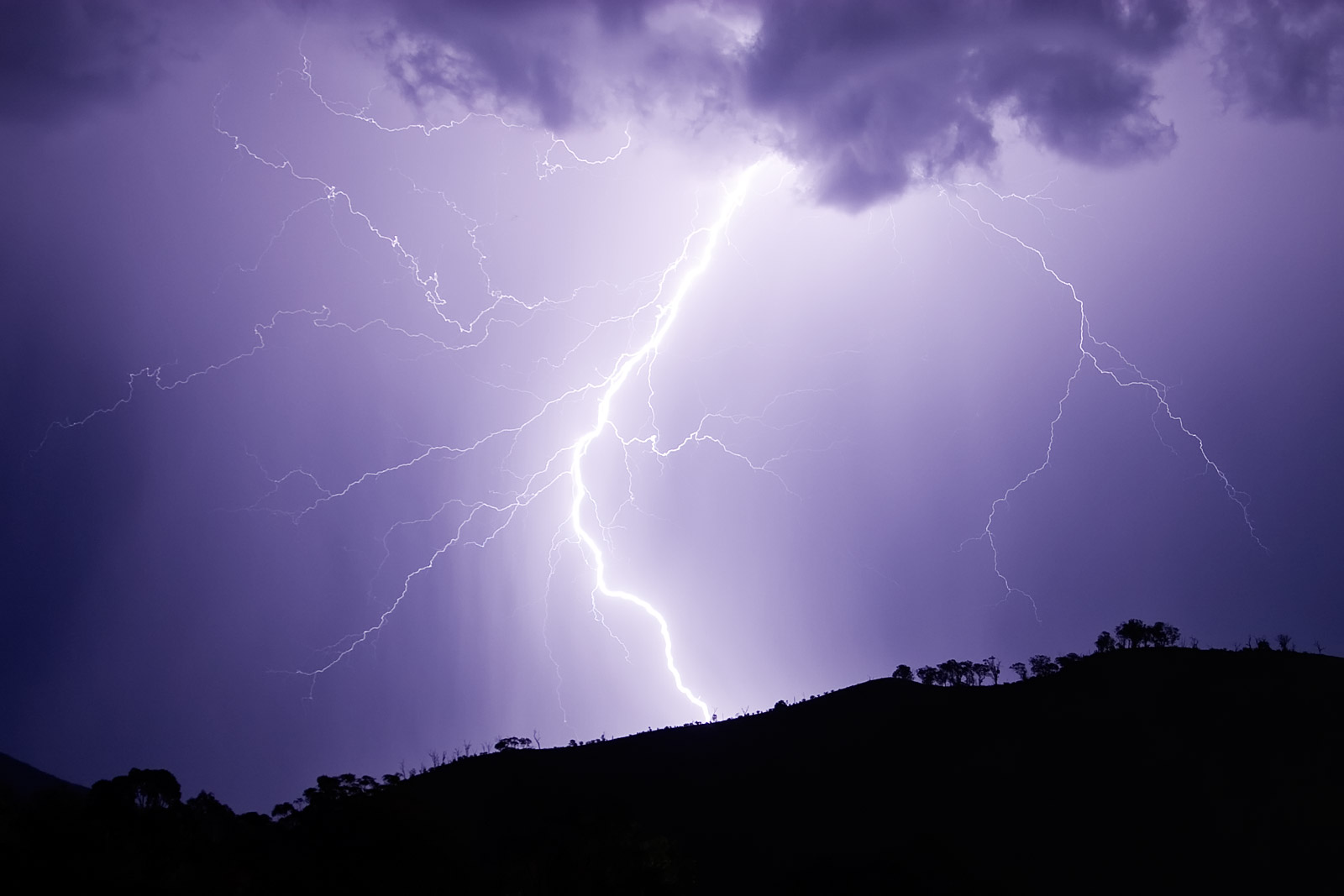
Elektrický výboj - blesk v přírodě

Elektrický výboj (bleskový výboj, jiskrový výboj) vzniká působením silného elektrického pole, které způsobí vytrhávání elektronů z atomů a molekul plynu (ionizaci plynu). Elektrický proud je pak tvořen směsí volných elektronů, kladných a záporných iontů v plynu. Elektrický výboj trvá většinou krátce (do vybití vnějšího elektrického pole), protože se jedná o krátkodobé uvolnění nahromaděné potenciální elektrické energie a volných nábojů. Ale může jít i o velký vyrovnávací zkratový proud (krátké spojení) od jednoho elektrického pólu zdroje ke druhému. 
Elektrický výboj pozorujeme při bouřce jako blesk, kolem elektrického vedení s vysokým napětím jako korónu, při spínání nebo vypínání silnoproudých elektrických obvodů nebo při vzájemném tření umělohmotných kusů oblečení.
Doutnavý výboj je elektrický výboj za nízkého tlaku. Je způsoben snížením tlaku v plynu (vyčerpáním částic), kdy dojde ke zvětšení střední volné dráhy částic plynu. Tím mohou částice dosáhnout větší rychlosti a kinetické energie, která je dostatečná pro ionizaci plynu. Tento elektrický výboj se vyvolává v trubicích s vyčerpaným vzduchem (katodové trubice), případně naplněné nějakým plynem. Různé druhy plynu a různé tlaky vyvolávají různé světelné jevy, které se využívají například ve výbojkách, zářivkách a doutnavkách.

## Elektrický oblouk

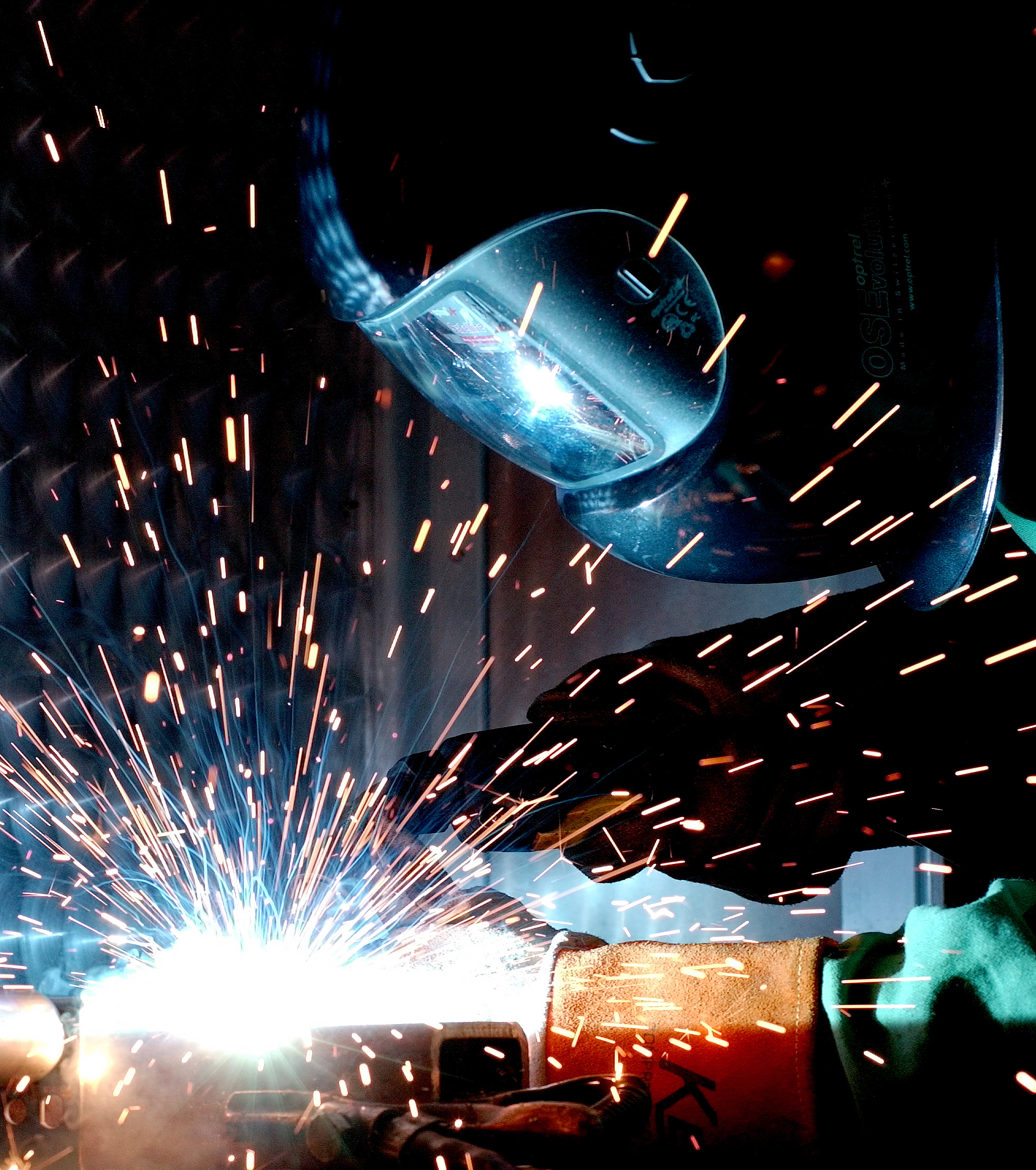
Elektrický oblouk – obloukové svařování

Elektrický oblouk vzniká při vysokých teplotách, které dodají částicím plynu velkou kinetickou energii a při jejich nárazech může docházet k vyrážení elektronů z atomů nebo molekul. Elektrický oblouk objevili nezávisle na sobě anglický chemik Humphry Davy roku 1801 a ruský vědec Vasilij Vladimírovič Petrov roku 1803.
Elektrický oblouk se vyznačuje velmi jasným světelným zářením, které se využívá v obloukových lampách. Vysoké teploty elektrického oblouku se rovněž využívá při obloukovém svařování, řezání plechů nebo v elektrických tavicích pecích.